# Planète naine
Vous lisez un « article de qualité » labellisé en 2021.  Il fait partie d'un « thème de qualité ».
Ne doit pas être confondu avec Planète mineure.
- Cérès, vue par la sonde spatiale Dawn en mai 2015. C'est la seule planète naine de la ceinture principale d'astéroïdes ;
- Pluton, vue par la sonde New Horizons en juillet 2015 ;
- Hauméa et ses lunes Hiʻiaka et Namaka, prises par le télescope spatial Hubble en juin 2015 ;
- Éris et sa lune Dysnomie, prises par Hubble en août 2006 ;
- Makémaké et sa lune S/2015 (136472) 1 (surnommée MK 2), prises par Hubble en avril 2016.

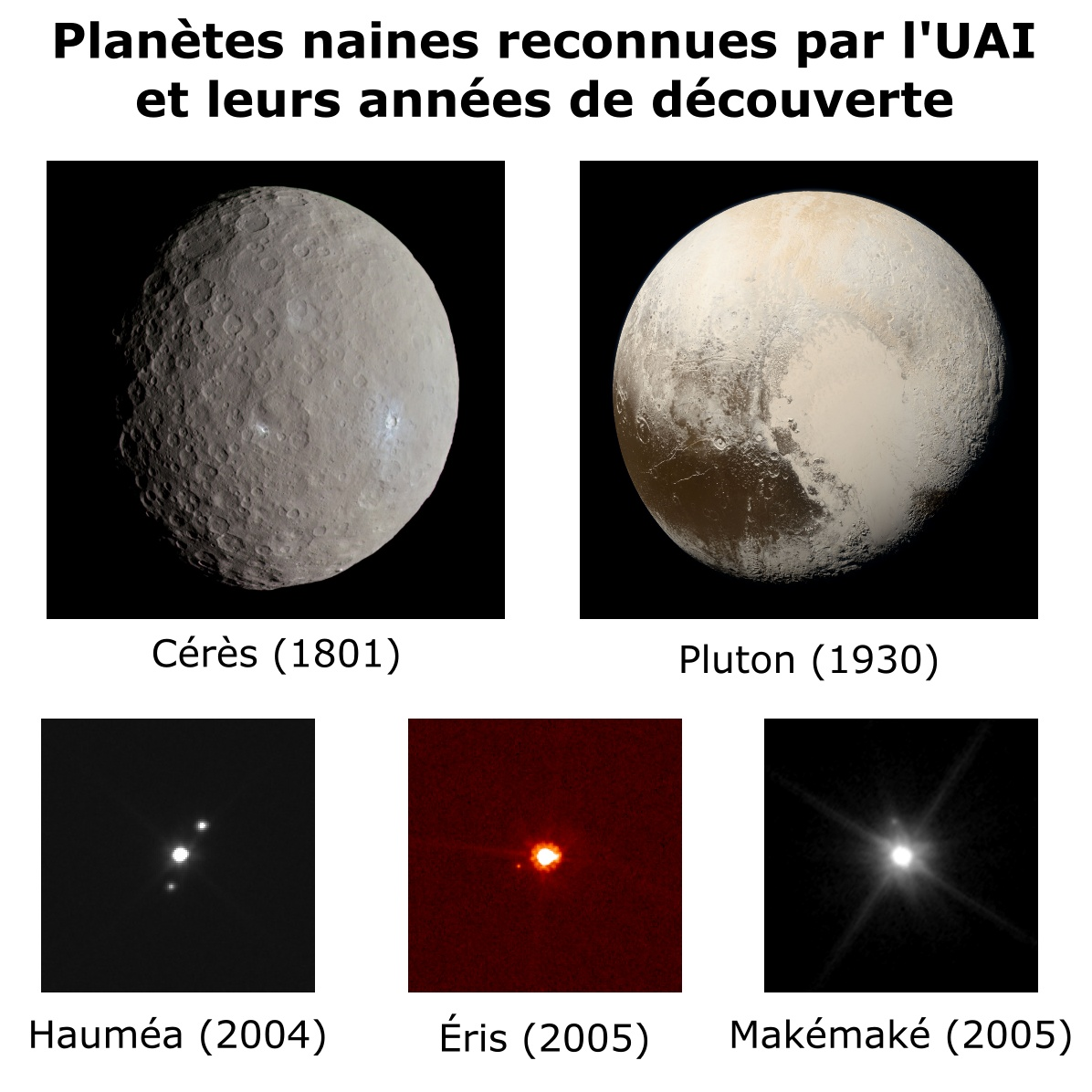
Mosaïque des cinq planètes naines reconnues par l'Union astronomique internationale, par ordre de découverte :

En astronomie, une planète naine est un objet céleste du Système solaire de classe intermédiaire entre une planète et un petit corps du Système solaire. Le terme est adopté le 24 août 2006 par l'Union astronomique internationale (UAI) après un débat afin d'éclaircir la classification des objets en orbite autour du Soleil. Celui-ci est notamment précipité par la découverte d'Éris, un objet de taille similaire à Pluton — alors considérée comme une planète —, et devant la perspective de découvrir à l'avenir de nombreux autres objets d'une taille pouvant faire d'eux des planètes.
Plus précisément, l'UAI définit une planète naine comme « un corps céleste qui (a) est en orbite autour du Soleil, (b) a une masse suffisante pour que sa gravité l’emporte sur les forces de cohésion du corps solide et le maintienne en équilibre hydrostatique, sous une forme presque sphérique, (c) n’a pas éliminé tout corps susceptible de se déplacer sur une orbite proche, (d) n’est pas un satellite ».
Initialement, trois planètes naines étaient désignées — Cérès, Pluton et Éris —, auxquelles se sont ensuite ajoutées en 2008 Hauméa et Makémaké, ce qui porte à cinq le nombre d'objets reconnus comme planètes naines par l'UAI. Les objets connus les plus susceptibles d'être ajoutés à cette catégorie à l'avenir sont Gonggong, Quaoar, Sedna et Orcus. Le nombre total de planètes naines dans le Système solaire est inconnu car vérifier si un corps est en équilibre hydrostatique nécessite au moins un survol par une sonde spatiale, ce qui n'a été le cas que pour Cérès et Pluton. De nombreux gros objets transneptuniens ont néanmoins des satellites naturels, ce qui permet de précisément déterminer leur masse et donc d'estimer leur densité.
Si la nécessité de distinguer les planètes et une autre catégorie d'objets incluant Pluton apparaît clairement depuis 2000 dans les travaux d'Alan Stern, Harold F. Levison, Steven Soter ou Jean-Luc Margot, de nombreux astronomes — notamment américains dont Alan Stern — s'opposent au moins initialement à l'introduction de ce nouveau terme en raison de la perte du statut de planète pour Pluton.

## Définition

### Histoire du concept
À partir de 1801 et la découverte de (1) Cérès, les astronomes commencent à découvrir, dans des orbites entre Mars et Jupiter, de nombreux corps qui, pendant des décennies, sont considérés comme des planètes. Vers 1850, le nombre de « planètes » atteint 23 et les astronomes commencent à utiliser le mot « astéroïde » pour désigner les plus petits corps, puis cessent progressivement de les nommer ou de les classer comme planètes,.

Carte du Système solaire datant de 1850 où de nombreux objets aujourd'hui considérés comme des astéroïdes sont listés en tant que planètes, dont (1) Cérès, (2) Pallas, (4) Vesta ou (10) Hygie.

Lors de la découverte de Pluton en 1930, l'objet est directement considéré comme une nouvelle planète par les astronomes et il est alors dit que le Système solaire compte neuf planètes, auxquelles s'ajoutent les milliers de corps nettement plus petits (astéroïdes et comètes) découverts parallèlement. À l'origine, il est pensé que Pluton est largement plus grande et massive que la Terre,. Cependant, l'amélioration des outils d'observation puis la découverte en 1978 de Charon, le plus grand satellite de Pluton, permettent de mesurer bien plus précisément la masse de Pluton et de déterminer qu'elle est en réalité beaucoup plus petite qu'initialement estimé,,. Bien qu'elle soit plus de dix fois plus massive que le plus grand objet de la ceinture d'astéroïdes, Cérès, elle, ne représente qu'un cinquième de la masse de la Lune, le satellite de la Terre,. De plus, Pluton possède certaines caractéristiques inhabituelles par rapport aux autres planètes connues, comme une grande excentricité orbitale et une forte inclinaison orbitale, et il devient évident qu'il s'agit d'un type de corps différent des huit autres planètes.
À partir des années 1990, les astronomes découvrent de nouveaux objets dans la même région de l'espace que Pluton, maintenant connue sous le nom de ceinture de Kuiper, et certains encore plus éloignés. Beaucoup parmi ces objets partagent plusieurs des caractéristiques orbitales clefs de Pluton, et cette dernière commence à être considérée comme le plus grand membre d'une nouvelle classe d'objets, les plutinos. Ainsi, certains astronomes commencent à plaider pour que les plus grands de ces corps soient également classés comme des planètes, ou que Pluton soit reclassé, tout comme Cérès l'avait été après la découverte d'autres astéroïdes. Plusieurs termes, comme sous-planète ou planétoïde, sont introduits pour les corps désormais connus sous le nom de planètes naines, dont Pluton,. Les astronomes sont également convaincus que d'autres objets aussi grands que Pluton viendront à être découverts dans les années qui suivent, et que le nombre de planètes augmentera rapidement si Pluton reste classée comme une planète. En 1996, Larry W. Esposito déclare notamment : « Si Pluton était découverte aujourd'hui, elle ne serait pas classée comme une planète,. » Ces discussions commencent à faire émerger le fait que le terme « planète » n'a jamais été clairement défini,.
En mars 2004, la découverte de (90377) Sedna est annoncée et constitue un premier élément déclencheur du fait de son diamètre estimé à environ 1 800 km. L'Union astronomique internationale (UAI) crée rapidement un comité de 19 spécialistes présidé par Iwan Williams — et composé d'experts tels que Michael A'Hearn, Alan Boss, Edward L. G. Bowell, Dale Cruikshank, Brian G. Marsden et Alan Stern — afin d'aboutir à une définition d'une planète. Cependant, tous ont un avis différent souvent déjà tranché et ne se rencontrent jamais en personne, ce qui implique que cette première procédure est un échec,. Éris, longtemps connue par sa désignation provisoire 2003 UB313, est ensuite découverte en janvier 2005,. Lors de l'annonce de son existence en juillet 2005, précipitée par la controverse liée à la découverte de Hauméa, il est pensé qu'elle est légèrement plus grande que Pluton et certains rapports, les médias ou ses découvreurs la désignent directement comme la « dixième planète »,,,. Cependant, la commission présidée par Iwan Williams rend son dernier rapport quelques mois plus tard en novembre 2005 et celui-ci ne contient aucune proposition de recommandation unanime.

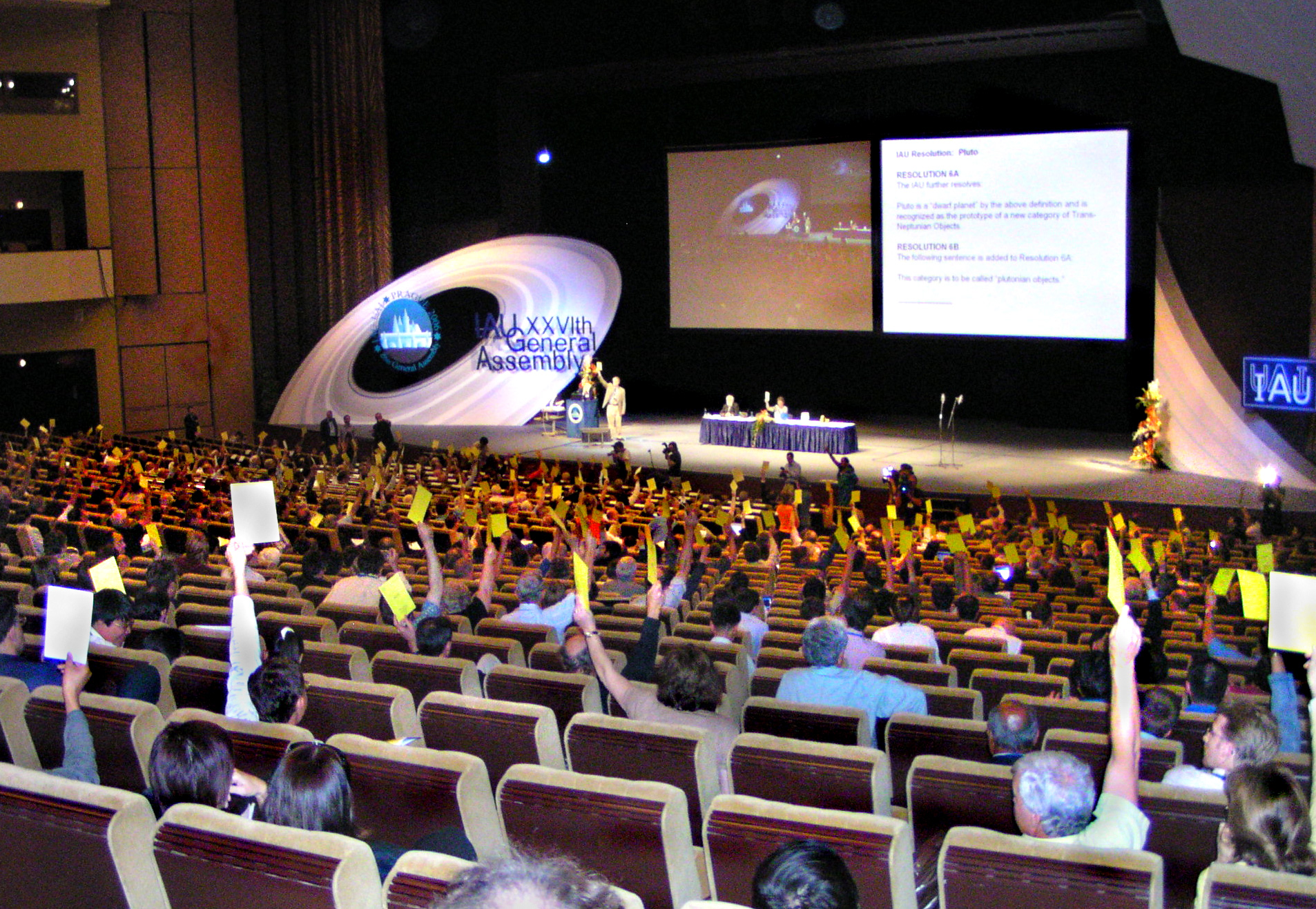
Vote lors de l'assemblée générale de l'UAI le 24 août 2006 au sujet de la définition des planètes.

Comme la procédure avec une vingtaine d'astronomes n'a pas abouti et que les considérations culturelles ainsi qu'historiques sont si importantes, l'UAI décide début 2006 dans le secret de déléguer la décision à un nouveau comité plus restreint et non uniquement constitué d'astronomes. Ce comité, composé de sept personnes — Richard Binzel, André Brahic, Catherine Cesarsky, Owen Gingerich, Dava Sobel, Junichi Watanabe et Iwan Williams —, a comme instructions d'aboutir à une définition pour juillet 2006, en vue de la réunion annuelle de l'UAI en août,. S'ils parviennent à se mettre d'accord sur la résolution le 1er juillet, elle reste cependant secrète pour éviter de relancer un débat houleux dans les médias au sujet du statut de Pluton d'ici là et le premier communiqué de presse n'est publié que le 16 août,.
Dans la première proposition, un modèle à douze planètes est présenté avec l’ajout de Cérès, Éris et Charon (devenant donc une planète binaire avec Pluton) par rapport à celles déjà reconnues. La définition d’une planète repose alors sur son caractère sphérique, chose notamment défendue par Alan Stern, mais implique que le nombre de planètes pourrait croître rapidement avec les progrès de l’observation spatiale, les objets en équilibre hydrostatique connus étant alors déjà estimés à une cinquantaine par Mike Brown,.
Cependant, Owen Gingerich propose dans la continuité de séparer les huit planètes « classiques » des « naines », concédant aux « plutophiles » — personnes défendant le statut de planète de Pluton — que les planètes naines transneptuniennes pourraient être nommées d’après l’astre. D’autres planétologues ne sont pas d’accord avec une définition permettant une inflation rapide du nombre de planètes, suggérant que les facteurs dynamiques et l’environnement de l’objet devaient être considérés. Ainsi, le 18 août, Julio Ángel Fernández et Gonzalo Tancredi présentent une contre-proposition qui, suite à de nombreux remaniements et votes par les centaines d’astronomes présents lors des jours suivants, aboutit à la définition finale,,.

### Critères qualifiant une planète naine

Diagramme d'Euler des corps du Système solaire.

L'Union astronomique internationale, organisation chargée de la nomenclature astronomique, définit précisément un système avec trois catégories de corps célestes dans sa résolution no 5 adoptée le 24 août 2006. Dans celle-ci, elle explicite :

« L’Union Astronomique Internationale (U.A.I.) décide de répartir les planètes et autres corps du système solaire en trois catégories de la manière suivante :
(1) une planète est un corps céleste qui (a) est en orbite autour du Soleil, (b) a une masse suffisante pour que sa gravité l’emporte sur les forces de cohésion du corps solide et le maintienne en équilibre hydrostatique, sous une forme presque sphérique, (c) a éliminé tout corps susceptible de se déplacer sur une orbite proche ;
(2) une « planète naine » est un corps céleste qui (a) est en orbite autour du Soleil, (b) a une masse suffisante pour que sa gravité l’emporte sur les forces de cohésion du corps solide et le maintienne en équilibre hydrostatique, sous une forme presque sphérique, (c) n’a pas éliminé tout corps susceptible de se déplacer sur une orbite proche, (d) n’est pas un satellite ;
(3) tous les autres objets en orbite autour du Soleil sont appelés « petits corps du Système Solaire ». »

Par ailleurs, la résolution no 6, adoptée simultanément, précise que « conformément à la définition ci-dessus, Pluton est une planète naine. Il est identifié comme le prototype d’une nouvelle catégorie d’objets trans-neptuniens. »

Une nouvelle sous-catégorie des « plutoïdes », correspondant en pratique aux planètes naines transneptuniennes, est officiellement créée par l'UAI lors d'une réunion de son comité exécutif à Oslo le 11 juin 2008,,. Selon la définition de l'UAI : 

« Les plutoïdes sont des corps célestes en orbite autour du Soleil à un demi-grand-axe plus grand que celui de Neptune qui ont une masse suffisante pour que leur propre gravité surpasse les forces rigides du corps donc leur permettant d'avoir une forme en équilibre hydrostatique (presque sphériques), et qui n'ont pas nettoyé le voisinage autour de leur orbite. Les satellites de plutoïdes ne sont pas eux-mêmes des plutoïdes, même s'ils sont assez massifs pour que leur forme soit dictée par leur propre gravité. Les deux plutoïdes connus et nommés sont Pluton et Éris. Il est supposé que plus de plutoïdes seront nommés étant donné que la science progresse et que de nouvelles découvertes sont faites.
La planète naine Cérès n'est pas un plutoïde puisqu'elle est située dans la ceinture d'astéroïdes entre Mars et Jupiter. Les connaissances scientifiques actuelles laissent à croire que Cérès est le seul objet de sa catégorie. Par conséquent, une catégorie séparée de planète naine comme Cérès ne sera pas proposée à ce moment. »

En marge de cette classification, les autres termes tels qu'astéroïde ou objet classique de la ceinture de Kuiper (cubewano) continuent à s'appliquer. Ces termes reposent sur la situation de l'objet dans le Système solaire ou sur sa composition, indépendamment de la nomenclature des planètes naines.

### Procédure de nommage

Logo de l'Union astronomique internationale (UAI).

L'Union astronomique internationale n'a jamais établi de processus pour désigner les objets limites, laissant ces jugements aux astronomes. Cependant elle crée par la suite, parallèlement à l'introduction du terme de plutoïde en juin 2008, des directives selon lesquelles un comité de l'UAI superviserait la dénomination d'éventuelles planètes naines parmi les objets considérés comme ayant la plus grande probabilité d'en être, ceux-ci recevant donc un traitement séparé. Plus précisément, ces objets sont ceux dont la magnitude absolue (H) est inférieure à +1 (et donc d'un diamètre minimum de 838 km correspondant à un albédo géométrique de 1) et qui sont pris en charge par deux comités de nommage, celui qui s'occupe des planètes mineures et celui qui s'occupe des planètes. Une fois nommés, ces objets sont déclarés planètes naines et plutoïdes, si leur orbite est supérieure à celle de Neptune,.
Seuls Makémaké et Hauméa sont passés par cette procédure de nommage en tant que planètes naines présumées. Aucun autre objet ne respecte actuellement le critère d'une magnitude absolue inférieure à 1. À titre d'exemple, Sedna, Gonggong et Orcus sont les trois objets présentant une magnitude absolue la plus proche, avec des valeurs de 1,5, 2,0 et 2,3, respectivement. Tous les autres corps, d'une magnitude absolue supérieure à 1, sont nommés seulement par le comité chargé des planètes mineures et l'UAI n'a pas indiqué comment ou si ces objets seraient acceptés comme planètes naines,.
Ainsi, seuls cinq corps sont communément présentés comme les planètes naines du système solaire par les autorités de dénomination : les trois à l'étude en 2006 (Pluton, Cérès et Éris) et les deux nommés en 2008 (Hauméa et Makémaké). Cependant, seul Pluton a été observé de manière suffisamment détaillée pour vérifier que sa forme actuelle correspond à ce que l'on attendrait d'un équilibre hydrostatique. Cérès est proche de l'équilibre, mais certaines anomalies gravitationnelles restent inexpliquées.
D'autres auteurs qualifient parfois d'autres objets de planètes naines sans que cela soit reconnu par l'UAI. Par exemple, le Jet Propulsion Laboratory qualifie (225088) Gonggong de planète naine après des observations en 2016. Par ailleurs, des préoccupations ont été soulevées concernant la classification des planètes en orbite autour d'autres étoiles, mais la question n'a pas été résolue. Il a plutôt été proposé de ne décider de cela que lorsque des objets de la taille d'une planète naine commenceront à être observés dans d'autres systèmes planétaires, le terme restant étant aujourd'hui encore réservé au Système solaire.

## Caractéristiques

### Dominance orbitale
| Objet | M/M⊕    | Λ           | µ          | Π          |
| --- | ------- | ----------- | ---------- | ---------- |
| Mercure | 0.055   | 1,95 × 103  | 9,1 × 104  | 1,3 × 102  |
| Vénus | 0.815   | 1,66 × 105  | 1,35 × 106 | 9,5 × 102  |
| Terre | 1       | 1,53 × 105  | 1,7 × 106  | 8,1 × 102  |
| Mars | 0.107   | 9,42 × 102  | 1,8 × 105  | 5,4 × 101  |
| Cérès | 0.00016 | 8,32 × 10−4 | 0,33       | 4,0 × 10−2 |
| Jupiter | 317.7   | 1,30 × 109  | 6,25 × 105 | 4,0 × 104  |
| Saturne | 95.2    | 4,68 × 107  | 1,9 × 105  | 6,1 × 103  |
| Uranus | 14.5    | 3,85 × 105  | 2,9 × 104  | 4,2 × 102  |
| Neptune | 17.1    | 2,73 × 105  | 2,4 × 104  | 3,0 × 102  |
| Pluton | 0.0022  | 2,95 × 10−3 | 0,077      | 2,8 × 10−2 |
| Éris | 0.0028  | 2,13 × 10−3 | 0,10       | 2,0 × 10−2 |
| Sedna | 0.0002  | 3,64 × 10−7 | <0,07      | 1,6 × 10−4 |
| Tableau montrant les planètes et les plus grands objets sub-planétaires connus (en violet) couvrant les zones orbitales contenant des planètes naines probables. Toutes les planètes naines possibles connues ont des discriminants plus petits que ceux indiqués pour cette zone. |         |             |            |            |

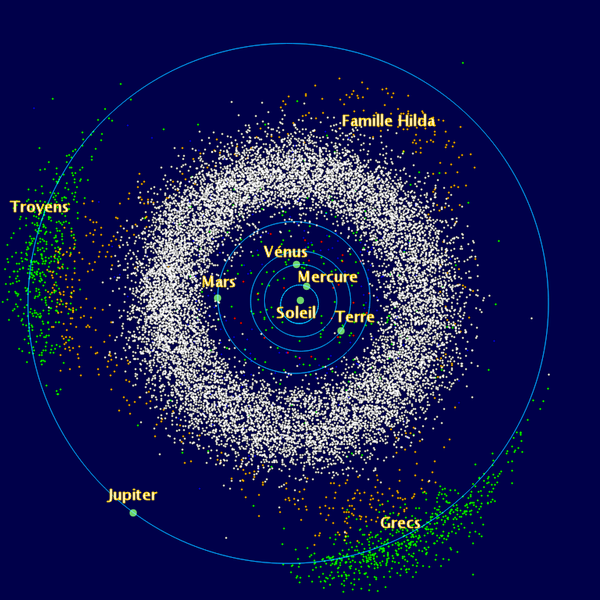
Schéma du Système solaire interne montrant la ceinture d'astéroïdes et des astéroïdes troyens de Jupiter. La distribution des objets est faible sur les orbites des planètes, mis-à-part sur celle de Jupiter qui possède de nombreux troyens mais dont la masse totale reste très faible par rapport à celle de la géante gazeuse.

Les limites supérieures et inférieures en taille et en masse des planètes naines ne sont pas spécifiées précisément dans la résolution no 5 de l'Union astronomique internationale. À proprement parler, il n'existe aucune limite supérieure, et un objet plus grand et plus massif que Mercure et qui n'a pas « nettoyé son voisinage autour de son orbite » ou qui « n’a pas éliminé tout corps susceptible de se déplacer sur une orbite proche » peut être catégorisé comme une planète naine,. Cette formulation dérive probablement d'un article présenté plusieurs années plus tôt à l'Assemblée générale de l'UAI en 2000 par Alan Stern et Harold F. Levison,. Il est également possible de parler de « dominance dynamique ».
Les auteurs y utilisent plusieurs phrases similaires pour développer une base théorique de détermination si un objet en orbite autour d'une étoile est susceptible d'avoir « éliminé la région avoisinante » des planétésimaux. Ils y introduisent un paramètre Λ (lambda), exprimant la probabilité qu'une rencontre entraîne une déviation donnée de l'orbite. La valeur de ce paramètre dans leur modèle est proportionnelle au carré de la masse et inversement proportionnelle à sa période orbitale. Cette valeur peut être utilisée pour estimer la capacité d'un corps à dégager le voisinage de son orbite, où Λ > 1 finira par le dégager. Un écart de cinq ordres de grandeur de Λ est alors constaté entre les plus petites planètes telluriques et les plus gros astéroïdes et objets de la ceinture de Kuiper,,. Les auteurs proposent alors de distinguer deux types de planètes : les « über-planets », celles qui sont « solitaires » sur leur orbite, et les « unter-planets », qui partagent leurs orbites avec de nombreux autres objets.
En utilisant ces travaux, Steven Soter et d'autres astronomes plaident en 2006 pour une distinction entre les planètes et les planètes naines basée sur l'incapacité de ces dernières à « nettoyer le voisinage de leur orbite » : les planètes sont capables d'éliminer les petits corps proches de leur orbite par collision, capture ou perturbation gravitationnelle (ou d'établir des résonances orbitales qui empêchent les collisions), tandis que les planètes naines n'ont pas la masse nécessaire pour le faire,. Ainsi, Steven Soter propose un paramètre nommé le « discriminant planétaire », désigné par le symbole µ (mu), qui représente une mesure expérimentale du degré réel de propreté de la zone orbitale, où µ est calculé en divisant la masse du corps candidat par la masse totale des autres objets qui partagent sa zone orbitale. Pour un corps où µ > 100, l'orbite est alors considérée comme dégagée.
Jean-Luc Margot affine ces concepts en 2015 pour produire un paramètre similaire Π (Pi), reposant sur la théorie et évitant en conséquence les données empiriques utilisées par Λ. Ici, Π > 1 indique une planète, et il existe à nouveau un écart de plusieurs ordres de grandeur entre les planètes et les planètes naines.

### Équilibre hydrostatique
Là où la limite supérieure du statut de planète naine peut être déterminée par le critère de dominance orbitale, la limite inférieure repose sur le concept d'« équilibre hydrostatique ». Selon la définition, un corps céleste doit avoir « une masse suffisante pour que sa gravité l’emporte sur les forces de cohésion du corps solide et le maintienne en équilibre hydrostatique, sous une forme presque sphérique », mais les dimensions auxquelles un objet atteint un tel état ne sont pas spécifiées. La version initiale de la résolution no 5 définissait l'équilibre hydrostatique comme s'appliquant « aux objets dont la masse dépasse 5 × 1020 kg (soit 500 milliards de milliards de tonnes) et 800 km de diamètre », mais ceci ne fut pas retenu dans la résolution finale,. Ce concept d'équilibre hydrostatique et de sphéricité est également introduit en 2000 par Alan Stern et Harold F. Levison, qui l'utilisent alors notamment afin d'essayer de conserver le statut de planète pour Pluton,.
Une pression interne suffisante, causée par la gravitation du corps, rendra un corps plastique. Une plasticité suffisante permettra aux hautes élévations de s'enfoncer et aux creux de se remplir, sous forme de « relaxation gravitationnelle ». Les corps de moins de quelques kilomètres sont dominés par des forces non gravitationnelles et ont tendance à avoir une forme irrégulière et peuvent être des tas de gravats. Les objets plus grands, où la gravitation est importante mais non dominante, ont une forme de « pomme de terre », comme l'astéroïde Vesta,,. Plus un corps est massif, plus sa pression interne est élevée, plus il est solide et plus sa forme est arrondie, jusqu'à ce que la pression soit suffisante pour vaincre sa résistance interne à la compression et qu'il atteigne l'équilibre hydrostatique. Par ailleurs, la composition de l'objet joue un rôle, un objet composé majoritairement de glace nécessitant une plus faible masse pour obtenir une forme sphérique qu'un objet rocheux. Lorsqu'un objet est en équilibre hydrostatique, une couche globale de liquide recouvrant sa surface formerait une surface liquide de la même forme que le corps, hormis les caractéristiques de surface à petite échelle telles que les cratères d'impact et les fissures. Si le corps ne tournait pas sur lui-même, il s'agirait d'une sphère, mais plus sa rotation est rapide et plus il devient aplati et forme une ellipsoïde de révolution ou sphéroïde,.
Les observations empiriques actuelles sont généralement insuffisantes pour pouvoir affirmer de façon directe si un corps répond à cette définition, d'autant plus que ce critère varie suivant la composition et l'histoire de l'objet. Sur la base d'une comparaison avec les lunes glacées des planètes géantes qui ont été visitées par des engins spatiaux, telles que Mimas (400 km de diamètre) et Protée (de forme irrégulière de 410–440 km de diamètre), Michael E. Brown estime qu'un corps composé de glaces se placera en équilibre hydrostatique si son diamètre surpasse une valeur située entre 200  et   400 km. Par ailleurs, certains très petits corps célestes pourraient être en équilibre hydrostatique, comme la lune Méthone de Saturne qui ne fait que 3 km de diamètre,. De nombreux éléments peuvent être considérés pour compléter l'étude en absence d'une observation proche nécessitant une sonde spatiale, comme l'albédo, la courbe de lumière ou l'emplacement dynamique de l'objet,.
Cérès est aujourd'hui considérée comme la seule planète naine de la ceinture d'astéroïdes. (4) Vesta, le deuxième corps en termes de masse au sein de la ceinture d'astéroïdes, semble posséder une structure interne parfaitement différenciée et aurait donc été en équilibre à un moment donné de son histoire, mais il ne l'est plus aujourd'hui,. Le troisième objet le plus massif, (2) Pallas, a quant à lui une surface quelque peu irrégulière et on considère que sa structure interne n'est que partiellement différenciée,. Comme les objets rocheux sont plus rigides que les objets glacés, Mike Brown estime que les corps rocheux en dessous de 900 km de diamètre pourraient ne pas être en équilibre hydrostatique et donc pourraient ne pas prétendre au statut de planète naine,.
Cependant, après que Brown et Tancredi ont fait leurs calculs, il est découvert que Japet (1 470 km de diamètre) et certaines petites lunes de Saturne, aux formes aujourd'hui bien déterminées, ne sont pas en équilibre hydrostatique, contrairement aux premières estimations. Elles ont eu par le passé une forme hydrostatique qui a gelé, mais ne possèdent plus aujourd'hui la forme qu'un corps en équilibre devrait avoir respectivement à leur vitesse de rotation actuelle. Par ailleurs, la Lune, satellite de la Terre d'un diamètre de 3 474,2 km, ne serait potentiellement pas en équilibre hydrostatique,.
Cérès, dont le diamètre est de 950 km, est la plus petite planète naine pour laquelle des mesures détaillées semblent confirmer en partie le caractère d'équilibre hydrostatique,. L'état actuel de la connaissance ne permet pas de déterminer si les objets transneptuniens se comportent davantage comme Cérès ou comme Japet ; ainsi, certaines ou toutes les planètes naines transneptuniennes plus petites que Pluton et Éris pourraient ne pas être en équilibre hydrostatique,.

## Liste des planètes naines

### Planètes naines reconnues

#### Cérès

Cérès vu par la sonde spatiale Dawn en février 2015.

Cérès est le plus grand objet de la ceinture d'astéroïdes et le seul de celle-ci à être considéré comme une planète naine,. Il possède une masse suffisante pour être en équilibre hydrostatique mais n'a clairement pas fait place nette dans son voisinage, la ceinture d'astéroïdes étant constituée de quantités de petits corps qui orbitent autour du Soleil sans être outre mesure influencés par Cérès.
Cérès mesure près de 1 000 km de diamètre et est de très loin plus grand que les autres membres de la ceinture d'astéroïdes, le second plus grand étant (4) Vesta qui mesure un peu moins de 600 km dans sa plus grande dimension. Il regroupe par ailleurs un tiers de la masse totale de la ceinture. Les autres astéroïdes de la ceinture ne semblent pas être en équilibre hydrostatique ; la plupart, même les plus grands, sont nettement irréguliers,.
Après sa découverte en 1801, Cérès est initialement considéré comme une planète. La découverte d'autres corps, d'abord eux aussi considérés comme planètes, dans cette région du Système solaire conduit ensuite les astronomes à le démettre de cette dénomination dans les années 1850, le faisant simplement devenir un astéroïde,.

#### Pluton

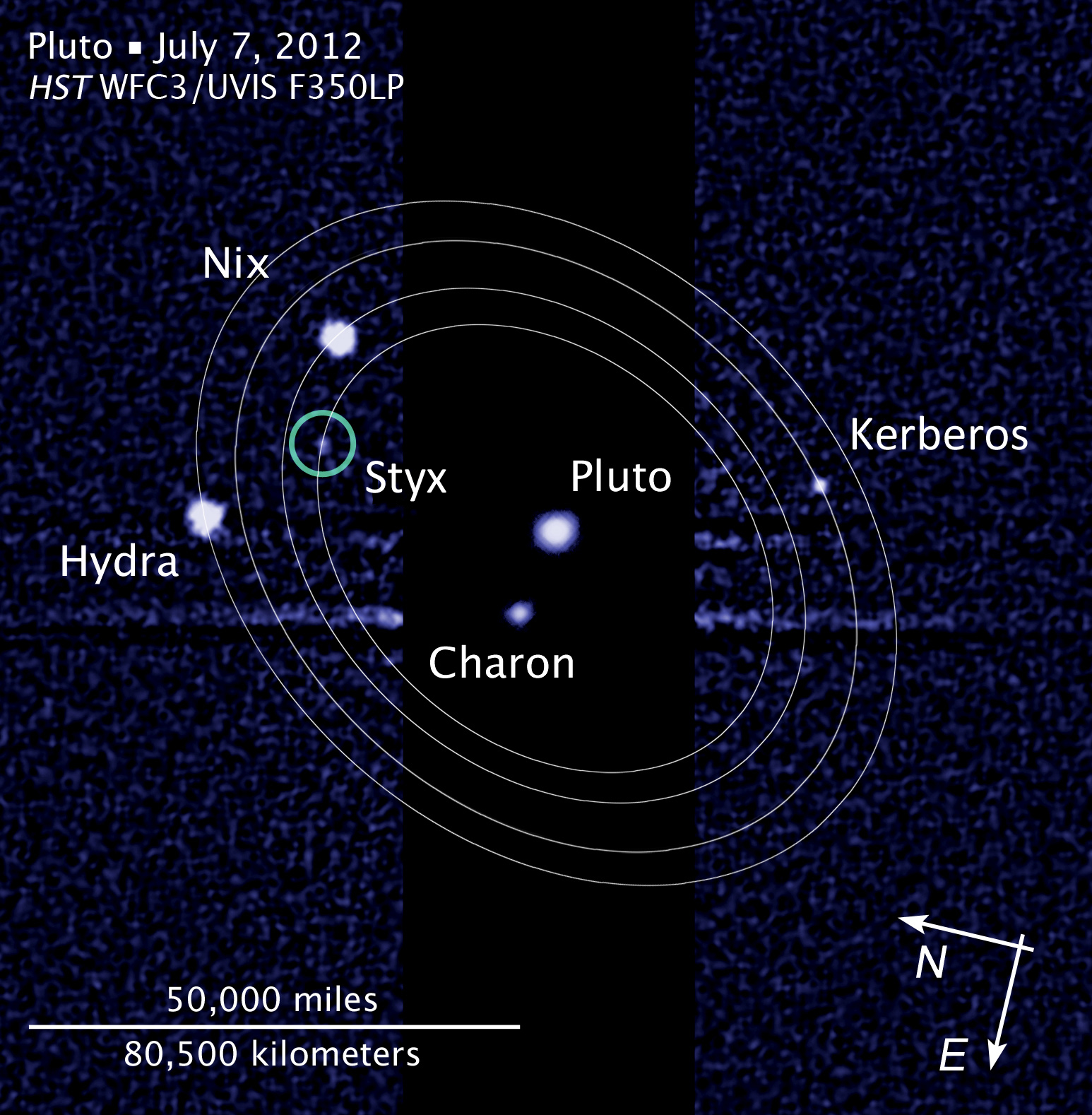
Le système plutonien vu en 2012 par Hubble.

Pluton, dont l'orbite est située au-delà de l'orbite de Neptune, est actuellement le plus grand objet transneptunien connu avec 2 370 km de diamètre. Avec son plus grand satellite Charon, ils forment un système binaire autour duquel orbitent quatre autres satellites naturels, dont Nix et Hydre. Si Pluton a une masse suffisante pour être parvenu à l'équilibre hydrostatique, il n'a pas du tout fait place nette dans son voisinage. Son orbite, excentrique et inclinée, est dominée par celle de Neptune. Il est en résonance de rapport 3:2 avec cette dernière, c'est-à-dire que sur une durée de 496 ans, Pluton effectue deux révolutions autour du Soleil pendant que Neptune en réalise trois. De nombreux autres objets transneptuniens, les plutinos, partagent ces caractéristiques orbitales,.
Après sa découverte en 1930, Pluton est considérée comme une planète pendant 76 ans avant que la décision de l'UAI en août 2006 ne la reclasse comme planète naine. Le statut de Charon, lui, n'a pas été modifié car la définition exclut qu'une planète naine soit une lune d'un autre objet, même si un débat existe afin de potentiellement requalifier les deux objets en « planète naine double »,,.

#### Hauméa

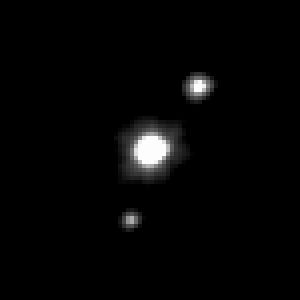
Hauméa et ses satellites Hiʻiaka (en haut à droite) et Namaka en (bas à gauche) pris en 2015 par Hubble.

Hauméa, officiellement désignée par (136108) Hauméa, est une planète naine transneptunienne (soit un plutoïde) et membre de la ceinture de Kuiper. Hauméa possède une forme ellipsoïdale atypique évoquant un ballon de rugby, dont le plus grand axe pourrait dépasser les 2 300 km, à peine moins que Pluton, tandis que sa masse atteindrait un tiers de celle de Pluton,.
Le contexte et la paternité de sa découverte sont controversés. Hauméa est observée pour la première fois fin 2004 par l'équipe de Michael E. Brown du California Institute of Technology aux États-Unis — qui découvre ensuite deux autres planètes naines, Éris et Makémaké — mais est officiellement découverte en juillet 2005 par celle de José Luis Ortiz Moreno de l'Instituto de Astrofísica de Andalucía à l'observatoire de Sierra Nevada en Espagne, qui est la première à annoncer l'objet au Centre des planètes mineures,.
Hauméa possède deux satellites naturels connus, Hiʻiaka (≈310 km) et Namaka (≈170 km), une rotation très rapide de moins de 4 h, et un albédo élevé causé par des cristaux de glace d'eau à sa surface, ce qui en fait un membre exceptionnel parmi les cubewanos,. Il est également pensé qu'elle est le composant principal d'une famille collisionnelle d'objets transneptuniens ayant des orbites proches, la famille de Hauméa, qui serait le résultat d'un fort impact responsable de ses caractéristiques inhabituelles.
Dans sa plus grande dimension, Hauméa mesurerait entre 1 960  et   2 500 km, à peine moins que Pluton et deux fois plus que Cérès, la plus petite planète naine reconnue. Sa masse atteindrait un tiers de celle de Pluton.

#### Éris

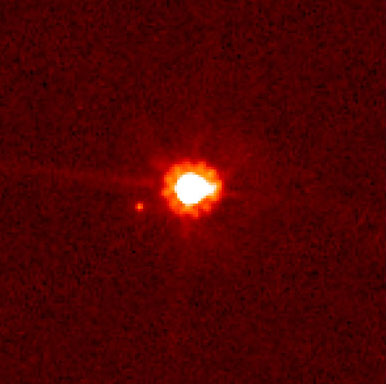
Éris (au centre) et sa lune Dysnomie (à gauche) vus par le télescope spatial Hubble en 2007.

Éris, officiellement désignée par (136199) Éris, est la planète naine connue la plus massive du Système solaire (27 % plus massive que Pluton) ainsi que la deuxième plus grande en termes de taille (2 326 kilomètres de diamètre, contre 2 370 kilomètres pour Pluton). Éris est ainsi le neuvième corps connu le plus massif et le dixième corps le plus gros (en volume) orbitant directement autour du Soleil,.
Éris est un objet épars, un objet transneptunien situé dans une région de l'espace au-delà de la ceinture de Kuiper. Il possède un satellite naturel, Dysnomie (≈ 700 km). Ils sont dans les années 2020 situés à environ 96 UA du Soleil, soit près du double de l'aphélie de Pluton, et ont un temps été les objets naturels du Système solaire les plus éloignés connus. C'est donc également la planète naine connue la plus éloignée du Soleil.
Sa taille, initialement estimée comme étant beaucoup plus importante que celle de Pluton, fait qu'elle est un temps qualifiée de « dixième planète du Système solaire » par ses découvreurs, entre autres,. Cette qualification, ainsi que la perspective de découvrir d'autres objets similaires dans l'avenir, motive l'Union astronomique internationale à définir le terme « planète » pour la première fois de façon formelle. Elle porte le nom de la déesse grecque de la discorde Éris, en référence au conflit que sa découverte a généré au sein de la communauté scientifique.

#### Makémaké

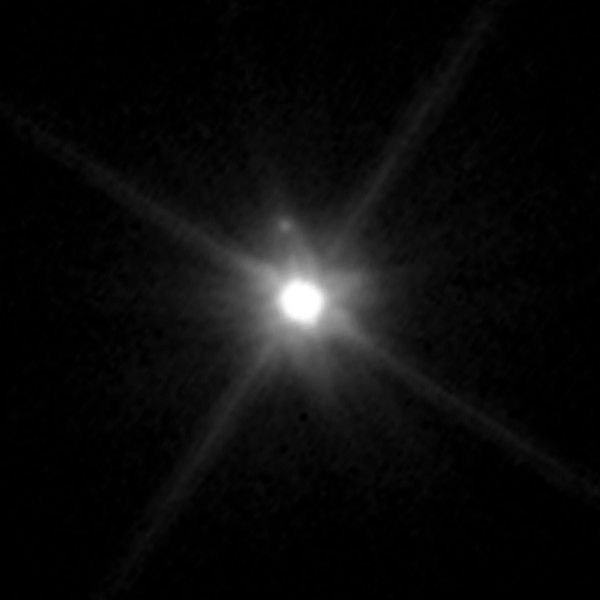
Makémaké et sa lune S/2015 (136472) 1 (MK 2) photographiée par Hubble en avril 2016.

Makémaké, officiellement désignée par (136472) Makémaké, est la troisième plus grande planète naine connue. Elle appartient à la ceinture de Kuiper et est découverte en 2005 par Michael E. Brown, Chadwick Trujillo et David L. Rabinowitz du California Institute of Technology,. Makémaké possède au moins un satellite connu, S/2015 (136472) 1 surnommé MK 2, découvert grâce à des observations faites avec le télescope spatial Hubble.
Son diamètre est d'environ deux tiers celui de Pluton, soit 1 430 km. Elle présente un albédo élevé de plus de 0,8, indiquant que sa surface est très réfléchissante. Combiné à sa température moyenne très faible d'environ 35 K (−238 °C), cela suggère que sa surface est majoritairement composée de glaces de méthane et d'éthane mais qu'elle est, à l'inverse d'autres objets similaires, relativement dépourvue d'azote. De plus, la présence de tholins lui confère une apparence rougeâtre, similaire à la couleur de la surface de Pluton.

#### Tableau de synthèse
La 26e assemblée générale de l'Union astronomique internationale attribue à Cérès, Pluton, et 2003 UB313 (désignation provisoire) le statut de planète naine le 24 août 2006, le jour même de l'adoption de l'actuelle définition. 2003 UB313 est officiellement nommée Éris le 13 septembre 2006. Le 19 juillet 2008 vient s'ajouter Makémaké, puis le 17 septembre 2008 Hauméa,. En 2023 l'UAI a attribué a Quaoar le statut de planète naine
Le tableau ci-dessous récapitule certaines caractéristiques de ces corps :
|                                | (1) Cérès              | (134340) Pluton                          | (136108) Hauméa                                  | (136199) Éris                                         | (136472) Makémaké                                     |
| ------------------------------ | ---------------------- | ---------------------------------------- | ------------------------------------------------ | ----------------------------------------------------- | ----------------------------------------------------- |
| Photographie ou vue d'artiste  |                        |                                          |                                                  |                                                       |                                                       |
| Date de découverte             | 1er janvier 1801       | 18 février 1930                          | 28 décembre 2004 (Brown) 25 juillet 2005 (Ortiz) | 5 janvier 2005                                        | 31 mars 2005                                          |
| Découvreur(s)                  | Giuseppe Piazzi        | Clyde William Tombaugh                   | Ortiz et al. / Brown et al.                      | Michael E. Brown, Chadwick Trujillo, David Rabinowitz | Michael E. Brown, Chadwick Trujillo, David Rabinowitz |
| Dimensions (km)                | 964,4 × 964,2 × 891,8  | 2 376,6 ± 1,6                            | ~ 2 100 × 1 680 × 1 074                          | 2 326 ± 12 km                                         | 1 434+48 −18 × 1 420+18 −24                           |
| Masse (kg)                     | 9,383 5 × 1020 ±0.0001 | 1,303 × 1022 ±0.003                      | 4,006 × 1021 ±0.040                              | 1,646 6 × 1022 ±0.0085                                | ≈3,1 × 1021                                           |
| Demi-grand axe (UA)            | 2,769                  | 39,482                                   | 43,116                                           | 67,864                                                | 45,430                                                |
| Inclinaison de l'axe (degrés)  | 10,594                 | 17,16                                    | 28,213 4                                         | 44,040                                                | 28,984                                                |
| Excentricité orbitale          | 0,076 0                | 0,248 8                                  | 0,196 4                                          | 0,436 1                                               | 0,161 3                                               |
| Période de révolution (années) | 4,61                   | 247,94                                   | 283,12                                           | 559,07                                                | 306,21                                                |
| Période de rotation (jours)    | 9,074170               | 6,387230                                 | 0,163139                                         | 1,08                                                  | 0,9511                                                |
| Satellites connus              | 0                      | 5 (Charon, Styx, Nix, Kerbéros et Hydre) | 2 (Hiʻiaka et Namaka)                            | 1 (Dysnomie)                                          | 1 (S/2015 (136472) 1)                                 |

### Planètes naines potentielles

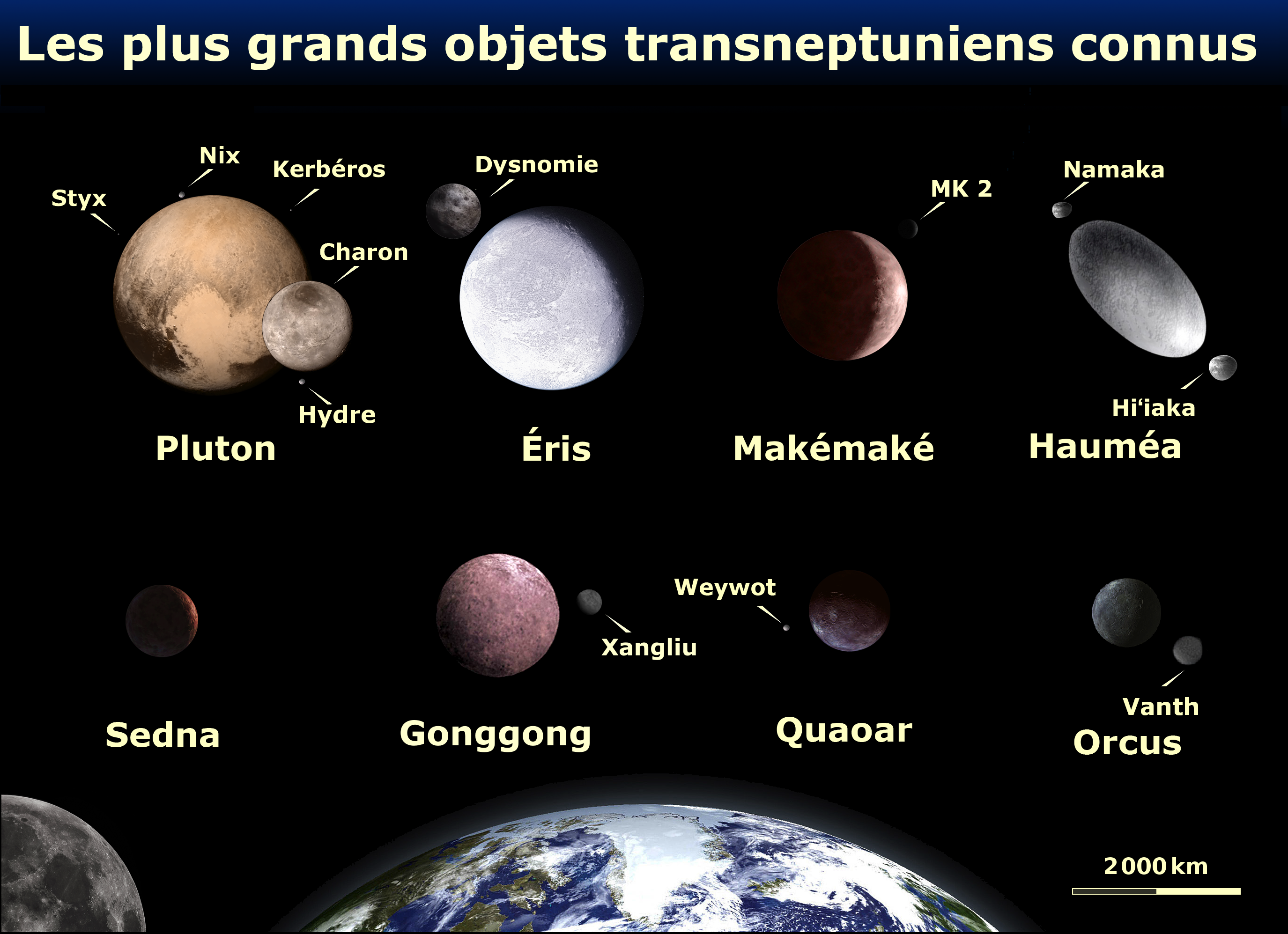
Photomontage à l'échelle d'images et de vues d'artiste des huit plus grands objets transneptuniens connus et leurs satellites par rapport à la Terre.

Le nombre total de planètes naines dans le Système solaire n'est pas connu. Les trois objets considérés lors des débats qui ont conduit à l'acceptation par l'UAI en 2006 de la catégorie de planète naine — Cérès, Pluton et Éris — sont acceptés comme telles, y compris par les astronomes qui continuent de classer les planètes naines comme des planètes,. En 2015, les sondes spatiales Dawn et New Horizons permettent de confirmer que Cérès et Pluton ont des formes compatibles avec l'équilibre hydrostatique, bien qu'il y ait encore des doutes concernant Cérès,. Éris est supposée être une planète naine car elle est plus massive que Pluton,,. En raison de la décision prise en 2008 par le Comité de dénomination des planètes naines de l'UAI de classer Hauméa et Makémaké comme des planètes naines, ces deux corps s'ajoutent à la liste bien que leur équilibre hydrostatique n'ait pas été confirmé, les objets n'ayant jamais été survolés par une sonde spatiale,.

Modélisation des tailles relatives, albédos et couleurs des plus grands objets transneptuniens.

Quatre corps répondent à tous les critères de Michael E. Brown, Gonzalo Tancredi et al. ou encore de William M. Grundy et al. en tant que candidats au statut de planète naine : (50000) Quaoar — demi-grand axe de 43,25 UA, diamètre estimé à 1 110 km, un satellite connu (Weywot) —, (90377) Sedna — demi-grand axe de 515 UA, diamètre estimé à 995 km, pas de satellite connu —, (90482) Orcus — demi-grand axe de 39 UA, diamètre estimé à 910 km, un satellite connu, Vanth — et (225088) Gonggong — demi-grand axe de 67,5 UA, diamètre estimé à 1 230 km, un satellite connu, Xiangliu. Bien que ces objets aient été nommés, que leur qualification de planète naine semble faire consensus parmi les spécialistes et que des recommandations officielles aient été réalisées, l'UAI n'a pas abordé la question d'ajouter de nouvelles planètes naines depuis 2008.
D'autres corps sont avancés comme presque certainement des planètes naines par des astronomes mais pas tous, tels que (120347) Salacie et (307261) Máni par Mike Brown, ou (20000) Varuna et (28978) Ixion par Tancredi et al.,. La plupart des plus grands corps suggérés possèdent des satellites naturels, ce qui permet de déterminer avec précision leurs masses et densités, permettant ensuite une estimation quant à savoir s'ils pourraient être des planètes naines. Les plus grands objets transneptuniens dépourvus de lunes selon la connaissance actuelle sont Sedna, 2002 MS4 et (55565) Aya.
Au moment où Hauméa et Makémaké sont nommées, il est pensé que les objets transneptuniens avec des noyaux glacés auraient besoin d'un diamètre de seulement 400 km — soit environ 3 % de celui de la Terre — pour atteindre l'équilibre gravitationnel. Ainsi, les planétologues estiment alors que le nombre de ces corps pourrait être d'environ deux cents dans la ceinture de Kuiper seule, et se compterait en milliers au-delà,. Alan Stern avance par exemple que le nombre total de planètes naines dans le ceinture de Kuiper et au-delà pourrait dépasser les 10 000. C'est l'une des raisons pour lesquelles Pluton a été reclassée en premier lieu, afin de maintenir la liste des « planètes » connues dans le grand public à un nombre raisonnable,. Cependant, les recherches menées depuis lors mettent en doute l'idée que des corps aussi petits aient pu atteindre ou maintenir l'équilibre dans des conditions courantes, réduisant considérablement le nombre total à l'ordre d'une dizaine parmi les corps connus. Ainsi, en 2019, Grundy et al. proposent que des corps sombres et de faible densité, d'un diamètre inférieur à environ 900-1 000 km, tels que Salacie et (174567) Varda, ne se sont jamais complètement effondrés en corps planétaires solides et conservent une porosité interne issue de leur formation (auquel cas ils ne pourraient pas être des planètes naines). Ils acceptent simultanément que Orcus et Quaoar, plus brillants (avec un albédo supérieur à 0,2) ou plus denses (supérieur à 1,4 g/cm3), aient probablement un jour été entièrement solides.
Par ailleurs, si la recherche de nouvelles planètes naines se fait presque uniquement dans la région transneptunienne, une équipe de l'Observatoire européen austral annonce le 28 octobre 2019 que l'astéroïde (10) Hygie est sphérique à la suite d'observations réalisées avec le Très Grand Télescope (VLT), le rendant ainsi potentiellement éligible au statut de planète naine,.
Depuis 2011, Mike Brown maintient une liste de centaines d'objets candidats, allant de planètes naines « presque certaines » à « possibles », son analyse reposant uniquement sur leur taille estimée. En 2021, elle contient 741 objets désignés comme au moins des planètes naines possibles, et plusieurs milliers sont listés en attente de mesures plus précises,. Ci-dessous un aperçu est donné des objets qualifiés de planètes naines quasi-certaines ou de hautement probables par Mike Brown. Celles qui sont officielles y sont listées pour comparaison et figurent en gras :
| Catégories de Brown                              | Nombre d'objets |
| ------------------------------------------------ | --------------- |
| proche de la certitude                           | 10              |
| hautement vraisemblable                          | 27              |
| vraisemblable                                    | 68              |
| probable                                         | 130             |
| possible                                         | 741             |
| Source: Mike Brown, Caltech, au 23 février 2021. |                 |

| Corps céleste           | Par Michael E. Brown et autres | Par Michael E. Brown et autres | Par Michael E. Brown et autres | Mesuré selon MPC Spitzer et autres | Mesuré selon MPC Spitzer et autres | Mesuré selon MPC Spitzer et autres | Mesuré selon MPC Spitzer et autres | Diamètre hypothétique par albédo assumé | Diamètre hypothétique par albédo assumé | Résultat par Tancredi   | Catégorie           | Meilleure estimation Diamètre (km) |
| Corps céleste           | H                              | Diamètre (km)                  | A (%)                          | Masse (Zg)                         | H ,                                | Diamètre (km)                      | A (%)                              | A = 100 % (diam. min.) (km)             | A = 4 % (km)                            | Résultat par Tancredi   | Catégorie           | Meilleure estimation Diamètre (km) |
| ----------------------- | ------------------------------ | ------------------------------ | ------------------------------ | ---------------------------------- | ---------------------------------- | ---------------------------------- | ---------------------------------- | --------------------------------------- | --------------------------------------- | ----------------------- | ------------------- | ---------------------------------- |
| (136199) Éris           | −1,1                           | 2330                           | 99                             | 16700                              | −1,1                               | 2 326 ± 12                         | 90                                 | 2206                                    | 11028                                   | accepté (mesuré)        | épars               | 2326                               |
| (134340) Pluton         | −0,7                           | 2329                           | 64                             | 13030                              | −0,76                              | 2 374 ± 8                          | 63                                 | 1886                                    | 9430                                    | accepté (mesuré)        | résonance 2:3       | 2374                               |
| (136472) Makémaké       | 0,1                            | 1426                           | 81                             |                                    | −0,2                               | 1 430 ± 14                         | 104                                | 1457                                    | 7286                                    | accepté                 | cubewano            | 1430                               |
| (225088) Gonggong       | 2                              | 1290                           | 19                             |                                    | 1,8                                | 1 535+75 −225                      | 14                                 | 580                                     | 2901                                    |                         | épars               | 1535                               |
| (136108) Hauméa         | 0,4                            | 1252                           | 80                             | 4000                               | 0,2                                | 1 430                              | 72                                 | 1212                                    | 6060                                    | accepté                 | cubewano            | 1430                               |
| (50000) Quaoar          | 2,7                            | 1092                           | 13                             | 1400                               | 2,82                               | 1 110 ± 5                          | 11                                 | 363                                     | 1813                                    | accepté (et recommandé) | cubewano            | 1110                               |
| (90377) Sedna           | 1,8                            | 1041                           | 32                             |                                    | 1,83                               | 995 ± 80                           | 33                                 | 572                                     | 2861                                    | accepté (et recommandé) | détaché             | 995                                |
| (90482) Orcus           | 2,3                            | 983                            | 23                             | 580                                | 2,31                               | 917 ± 25                           | 25                                 | 459                                     | 2293                                    | accepté (et recommandé) | résonance 2:3       | 917                                |
| (307261) Máni           | 4                              | 960                            | 5                              |                                    | 3,6                                | 934 ± 47                           | 7                                  | 253                                     | 1266                                    |                         | cubewano            | 934                                |
| (1) Cérès               |                                |                                |                                | 939                                | 3,36                               | 946 ± 2                            | 9                                  | 283                                     | 1414                                    |                         | ceinture principale | 946                                |
| (120347) Salacie        | 4,2                            | 921                            | 4                              | 450                                | 4,25                               | 854 ± 45                           | 5                                  | 188                                     | 939                                     | possible                | cubewano            | 854                                |
| (208996) Achlys         | 3,7                            | 747                            | 11                             |                                    | 3,74                               | 727+62 −67                         | 11                                 | 237                                     | 1187                                    | accepté                 | résonance 2:3       | 727                                |
| 2017 OF69               |                                |                                |                                |                                    | 4                                  |                                    |                                    | 211                                     | 1053                                    |                         | résonance 2:3       | 745                                |
| (532037) Chiminigagua   | 3,5                            | 721                            | 14                             |                                    | 3                                  |                                    |                                    | 334                                     | 1669                                    |                         | épars               | 721                                |
| (55637) 2002 UX25       | 3,9                            | 704                            | 11                             | 125                                | 3,87                               | 665 ± 29                           | 11                                 | 224                                     | 1118                                    |                         | résonance 3:5       | 665                                |
| (90568) 2004 GV9        | 4,2                            | 703                            | 8                              |                                    | 4,25                               | 680 ± 34                           | 8                                  | 188                                     | 939                                     | accepté                 | résonance 3:5       | 680                                |
| (20000) Varuna          | 4,1                            | 698                            | 9                              |                                    | 3,76                               | 668+154 −86                        | 12                                 | 235                                     | 1176                                    | accepté                 | cubewano            | 668                                |
| (145452) Ritona         | 3,9                            | 697                            | 11                             |                                    | 3,89                               | 679+55 −73                         | 11                                 | 222                                     | 1108                                    | possible                | cubewano            | 679                                |
| (55565) Aya             | 3,8                            | 693                            | 12                             |                                    | 3,3                                | 768+39 −38                         | 14                                 | 291                                     | 1454                                    | accepté                 | cubewano            | 768                                |
| (174567) Varda          | 3,7                            | 689                            | 13                             | 265                                | 3,61                               | 705+81 −75                         | 13                                 | 252                                     | 1260                                    | possible                | cubewano            | 705                                |
| (28978) Ixion           | 3,8                            | 674                            | 12                             |                                    | 3,83                               | 617+19 −20                         | 14                                 | 228                                     | 1139                                    | accepté                 | résonance 2:3       | 617                                |
| (202421) 2005 UQ513     | 4                              | 643                            | 11                             |                                    | 3,5                                | 498+63 −75                         | 28                                 | 265                                     | 1326                                    |                         | cubewano            | 498                                |
| 2014 UZ224              | 4                              | 643                            | 11                             |                                    | 3,5                                |                                    |                                    | 265                                     | 1326                                    |                         | épars               | 643                                |
| (523794) 2015 RR245     | 4,2                            | 615                            | 10                             |                                    | 3,7                                |                                    |                                    | 242                                     | 1209                                    |                         | épars               | 615                                |
| (589683) 2010 RF43      | 4,2                            | 615                            | 10                             |                                    | 3,7                                |                                    |                                    | 242                                     | 1209                                    |                         | épars               | 615                                |
| (523692) 2014 EZ51      | 4,2                            | 615                            | 10                             |                                    | 3,7                                |                                    |                                    | 242                                     | 1209                                    |                         | détaché             | 615                                |
| (229762) Gǃkúnǁʼhòmdímà | 3,7                            | 612                            | 17                             |                                    | 3,69                               | 599 ± 77                           | 16                                 | 243                                     | 1215                                    |                         | épars               | 599                                |
| (19521) Chaos           | 5                              | 612                            | 5                              |                                    | 4,8                                | 600+140 −130                       | 6                                  | 146                                     | 729                                     |                         | cubewano            | 600                                |

## Objets similaires

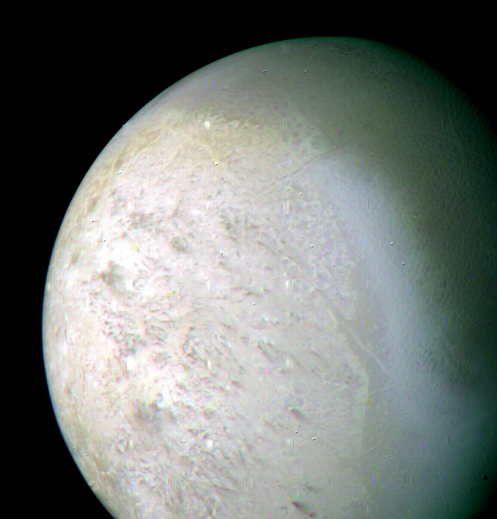
Triton, à la fois une ancienne planète naine et un satellite de masse planétaire.

Certains corps ressemblent physiquement à des planètes naines. Il s'agit notamment d'anciennes planètes naines, qui peuvent encore avoir une forme proche de l'équilibre hydrostatique, de lunes de masse similaire à celle d'une planète — qui répondent à la définition physique mais pas à la définition orbitale des planètes naines — ou encore de Charon dans le système Pluton-Charon pouvant être assimilé à un système binaire,. Triton, par exemple, est à la fois une ancienne planète naine et une lune de masse planétaire,.

### Anciennes planètes naines
(4) Vesta, le corps le plus massif de la ceinture d'astéroïdes après Cérès, était autrefois en équilibre hydrostatique et est à peu près sphérique, déviant principalement à cause des impacts massifs qui ont formé ses cratères d'impact Rheasilvia et Veneneia après sa solidification,. Triton, qui est plus massif qu'Éris ou Pluton, présente une forme d'équilibre et il est supposé qu'il s'agit d'une planète naine capturée, mais qui n'est donc plus éligible au statut de planète naine car en rotation autour d'une planète et non du Soleil,. Phœbe est un centaure capturé qui, comme Vesta, n'est plus en équilibre hydrostatique mais il apparaît qu'il l'aurait été au début de son histoire en raison d'un chauffage interne.
Des éléments suggèrent que Théia, la proto-planète de taille similaire à Mars dont l'impact avec la Terre aurait formé la Lune dans l'hypothèse de l'impact géant, pourrait être originaire du Système solaire externe et avoir été une ancienne planète naine de la ceinture de Kuiper.

### Satellites naturels de taille planétaire
Dix-neuf satellites naturels du Système solaire semblent être ou au moins avoir été en équilibre hydrostatique à un moment de leur histoire en raison de leur forme sphérique, certains ayant par exemple pu geler entre-temps. Sept sont plus massives qu'Éris ou Pluton. Ces lunes ne sont pas physiquement distinctes des planètes naines, mais ne correspondent pas à la définition de l'UAI car elles ne sont pas en rotation directement autour du Soleil. Alan Stern appelle les lunes de masse planétaire des « planètes satellites », en complément des planètes naines et des planètes classiques. Le terme planémo (« objet de masse planétaire »), introduit par Gibor Basri, couvre également le cas d'un objet libre de masse planétaire qui serait de taille similaire à une planète naine sans être forcément en rotation autour du Soleil.

### Charon

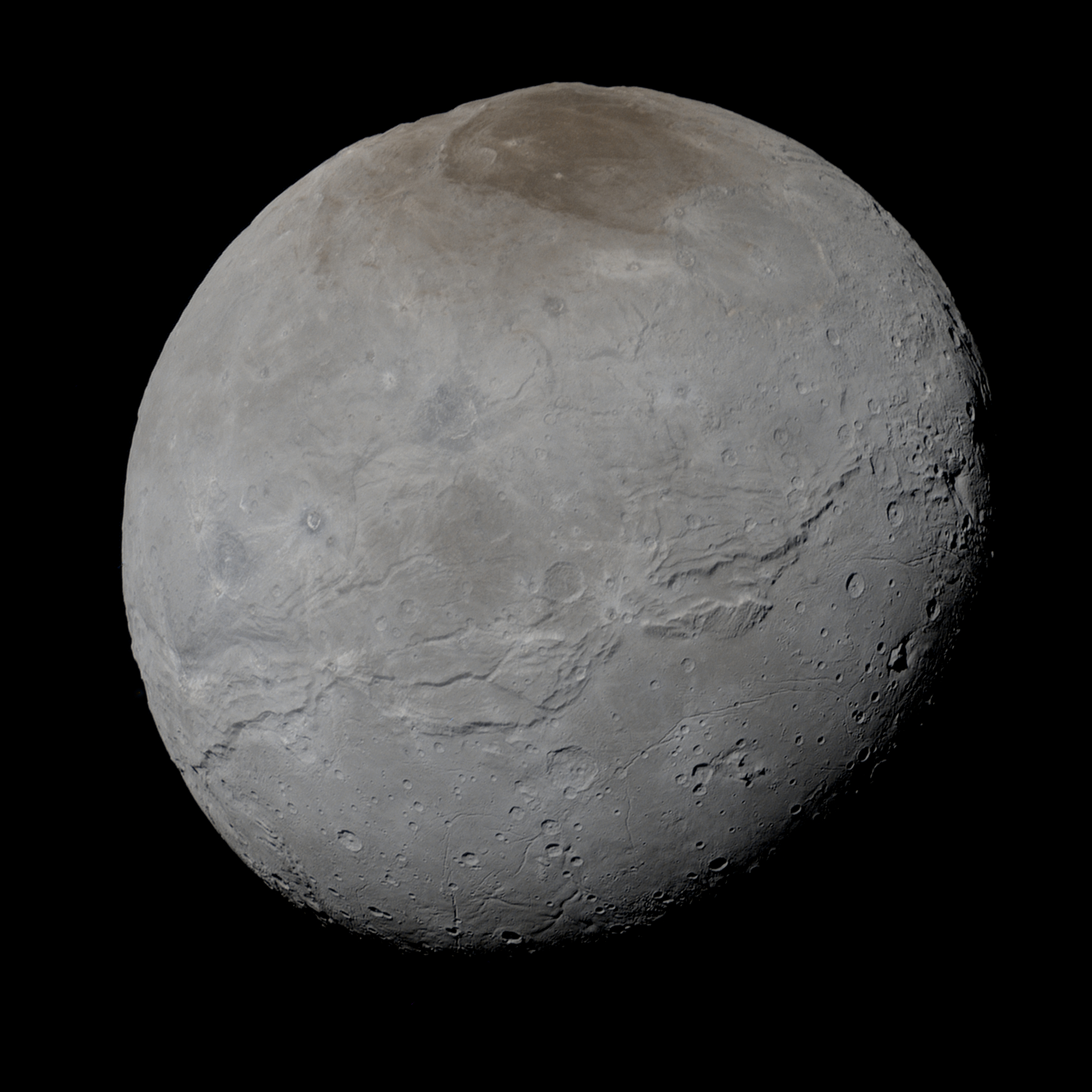
Charon prise en image par New Horizons.

La question de savoir si le système Pluton-Charon doit être considéré comme une double planète naine car ils peuvent également être considérés comme un système binaire fait l'objet d'un débat parmi les astronomes,. Dans un des projets amenant à la résolution pour la définition de planète de l'UAI, Pluton et Charon étaient tous deux considérés comme des planètes dans un système binaire,. L'UAI déclare actuellement que Charon n'est pas considéré comme une planète naine mais plutôt comme un satellite de Pluton, bien que l'idée que Charon puisse être nommé comme planète naine à part entière puisse être envisagée à une date ultérieure.

## Exploration
Le 6 mars 2015, la sonde spatiale Dawn se met en orbite autour de Cérès à une altitude de 61 000 km, devenant ainsi le premier engin spatial à réaliser une orbite autour d'une planète naine,. Son orbite est progressivement abaissée au cours de l'année 2015 jusqu'à atteindre 385 km le 8 décembre 2015, lui permettant de prendre des photographies très précises, dont une formation conique remarquable de 5 ou 6 km d'altitude,. Les analyses des données récoltées révèlent que la planète naine présente une activité de surface avec une augmentation relevée de la quantité d'eau glacée sur les murs de cratères,.

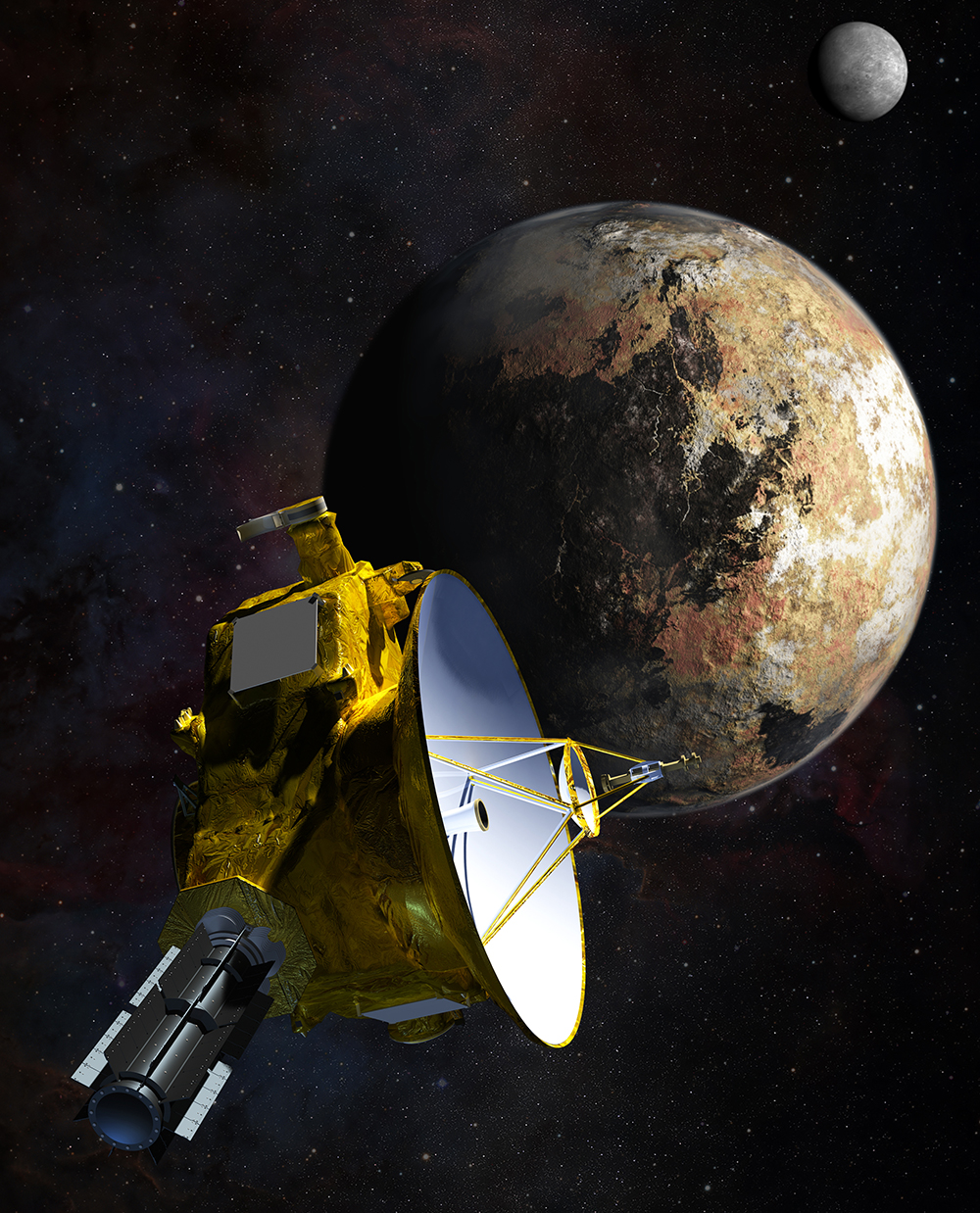
Vue d'artiste de New Horizons survolant Pluton et Charon.

Le 14 juillet 2015, la sonde New Horizons survole Pluton et ses cinq lunes, après une assistance gravitationnelle de Jupiter,. Les observations débutent environ cinq mois avant le plus proche passage et continuent 30 jours après. Le survol est toutefois si rapide que seul un hémisphère ne peut être photographié avec la résolution la plus élevée. Les images et données récoltées révèlent que Pluton présente une surface jeune, pratiquement dépourvues de cratères, avec des structures apparentes à la fois originales et diversifiées. Pluton est manifestement encore active sur le plan géologique, avec des montagnes de glace d'eau de plus de 3 km de haut, ce qui est surprenant en l'absence de forces de marée d'une puissance suffisante,.
Trois autres corps sont considérés comme d'anciennes planètes naines et leur exploration contribue donc à l'étude de l'évolution des planètes naines : Voyager 2 observe Triton, la plus grande lune de Neptune, en 1989 ; la lune de Saturne Phœbe est survolée par Cassini en 2004 et Dawn orbite également autour de l'astéroïde (4) Vesta en 2011.
Par ailleurs, grâce au succès de New Horizons, d'autres missions sont envisagées vers la ceinture de Kuiper voire plus loin, ce qui permettrait potentiellement d'explorer les trois planètes naines qui ne l'ont pas encore été, à savoir Hauméa, Makémaké et Éris. Cependant, en raison du temps de trajet et des longues préparations qu'impliquent ce genre de missions, de tels survols ne se dérouleront pas avant des dizaines d'années,,.

## Controverse liée à la reclassification de Pluton
L'introduction de la définition des planètes de l'Union astronomique internationale, adoptée le 24 août 2006, implique que Pluton n'est plus une planète mais une planète naine,. Certains scientifiques expriment ainsi vivement leur désaccord avec cette résolution de l'UAI principalement en raison de la reclassification. C'est notamment le cas aux États-Unis, pays de nationalité de son découvreur Clyde Tombaugh, où des campagnes de communication sont lancées pour s'opposer publiquement,. Une pétition reçoit les signatures de plus de 300 planétologues et astronomes, là encore majoritairement américains, afin de contester la validité scientifique de la nouvelle définition ainsi que son mode d'adoption, la décision ayant été réalisée en présence de 400 membres environ sur 6 000,,,. Néanmoins, Catherine Cesarsky, alors présidente de l'UAI, clôt le débat en déclarant plusieurs fois que l'assemblée de l'UAI d'août 2009 ne reviendrait pas sur la définition de planète,.
Le découvreur d'Éris, Michael E. Brown, avait suggéré fin 2005 comme critère qu'un nouvel objet découvert serait une planète s'il était plus grand que Pluton, arguant le poids de la tradition pour conserver Pluton en tant que planète. Cette proposition est alors jugée orientée car Éris est alors connue comme plus grande que Pluton et il se retrouverait donc découvreur de la dixième planète,. Cependant, à la surprise de beaucoup, il approuve finalement la décision de l'UAI au sujet des planètes. Il publie tout de même un « Requiem pour Xena » (le surnom d'Éris à l'époque) sur son site le lendemain de l'annonce,. Brian G. Marsden, directeur du Centre des planètes mineures au même moment, commente que cela corrige l'erreur réalisée en 1930 d'avoir mis Pluton au rang de planète et que les oppositions sont plus dues à l'émotion qu'à la raison, même chez les spécialistes. Dave Jewitt, à contre-pied, considère même cette décision comme une forme de « promotion » pour Pluton, l'objet passant de statut d'intrus à celui de « leader d'une famille riche et intéressante de corps transneptuniens ».
Alan Stern, planétologue et directeur de la mission de la NASA vers Pluton, rejette fermement et publiquement cette définition de l'UAI, à la fois parce qu'elle définit les planètes naines comme autre chose qu'un type de planète et parce qu'elle utilise leurs caractéristiques orbitales des objets plutôt que leurs caractéristiques intrinsèques pour les définir comme planètes naines. Govert Schilling souligne un conflit d'intérêts, Alan Stern étant le directeur de la mission qui deviendra New Horizons mais qui n'était alors qu'à l'état de projet et qu'une telle destitution aurait potentiellement pu remettre en cause. Alan Stern maintient cependant son combat et continue d'appeler Pluton une planète en 2018, tout en acceptant les autres planètes naines comme des planètes additionnelles et en conservant sa dénomination introduite en 2000 de « über-planets » et de « unter-planets »,,.